# Liste von Hadith-Sammlungen
Dies ist eine Liste von Hadith-Sammlungen. Wichtige sunnitischen Hadith-Sammlungen sind die Sechs Bücher (الكتب الستة, siehe Hauptartikel: al-kutub as-sitta), wichtige imamitische (zwölferschiitische) die Vier Bücher (الكتب الأربعة, siehe Hauptartikel: al-kutub al-arba'a). Neben weiteren Hadith-Sammlungen der Sunniten und Schiiten enthält die Liste auch solche der Ibaditen und der Mu'taziliten.

Aus einer von Alfred Guillaume hervorgehobenen Stelle aus dem Werk des persischen Historikers Tabari geht die Überlieferungsproblematik der Umayyaden-Zeit besonders gut hervor: 

„Tabari states that Mu'awiya I ordered that all hadith favourable to the house of 'Ali should be suppressed, and the glories of the family of 'Uthman be extolled in hadith. The Umayyad hand is perhaps most clearly seen in the traditions which were forged to emphasize the sanctity of Jerusalem vis-à-vis Mecca and Medina. (Tabari führt an, dass Mu'awiya I. anordnete, dass alle für das Haus des 'Ali günstigen Hadithe unterdrückt und der Ruhm der Familie von 'Uthman in den Hadithen gepriesen werden sollten. Die Hand der Omaijaden ist vielleicht am deutlichsten in den Traditionen zu erkennen, die gefälscht wurden, um die Heiligkeit Jerusalems gegenüber Mekka und Medina zu betonen.)“

Al-Zuhri soll betreffs der Umayyaden gesagt haben: „Diese Prinzen haben uns zum Hadith-Schreiben gezwungen.“ (These princes have compelled us to write hadith.)

## Übersicht
In der folgenden Übersicht wird unter siehe Personenartikel vorerst (in Ermangelung von Hauptartikeln innerhalb der deutschsprachigen Wikipedia) auf zugehörige Personenartikel mit weiterführenden Informationen verwiesen.

### Sunniten

#### Sechs Bücher
- Sahih Al-Bukhari صحيح البخاري
- Sahih Muslim صحيح مسلم
- Al-Sunan Al-Sughra السنن الصغرى (siehe Personenartikel)
- Sunan Abi Dawood سنن أبي داود (siehe Personenartikel)
- Sunan Al-Tirmidhi جامع الترمذي (siehe Personenartikel)
- Sunan Ibn Maja سُنن ابن ماجه (siehe Personenartikel)

#### Weitere
- Musnad Ahmad Ibn Hanbal 780–855 (siehe Personenartikel)
- Sunan Al-Darimi 868 (siehe Personenartikel)

- Shama'il Muhammadiyah 9. Jhd. (siehe Personenartikel)
- Sahih Ibn Khuzaymah 923
- Ṣaḥīḥ Ibn Ḥibbān 965 (siehe Personenartikel)
- Sunan al-Daraqutni (10. Jhd.)
- Al-Mustadrak a. Al-Ṣaḥīḥaīn 11. Jhd. (siehe Personenartikel)
- Al-Mawdū'āt Al-Kubrā 1128–1217 (siehe Personenartikel)
- Rīaḍ As-Ṣāliḥīn 1233–1278 (siehe Personenartikel)
- Mishkāt al-Maṣābīḥ 1340
- Talkhis Al-Mustadrak 1274–1348 (siehe Personenartikel)
- Majma Al-Zawa'id 1335–1405 (siehe Personenartikel)
- Bulugh Al-Maram (siehe Personenartikel) 1372–1449
- Kanz al-Ummal 16. Jhd. (siehe Personenartikel)
- Zujajat al-Masabih 20. Jhd. (siehe Personenartikel)
- Minhaj us Sawi 20. Jhd.
- Muntakhab Ahadith 20. Jhd.

#### Vier Bücher
- Kitab Al-Kafi الكتاب الكافي (siehe Personenartikel)
- Man La Yahduruhu Al-Faqih من لا يحضره الفقيه (siehe Personenartikel)
- Tahdhib Al-Ahkam تهذیب الاحکام (siehe Personenartikel)
- Al-Istibsar الاستبصار (siehe Personenartikel)

#### Weitere
- Das Kitāb Sulaim ibn Qais. Es gilt als eines der ältesten Bücher der Schia schlechthin.[3] Der schiitische Traditionarier Abān ibn Abī ʿAiyāsch (gest. 755) überlieferte es im Namen des ʿAlī-Gefährten Sulaim ibn Qais al-Hilālī. Seine Authentizität ist allerdings sehr fragwürdig.[4]
- As-Sahifa us-Sajjadiyya (siehe Personenartikel)
- Tafsīr al-ʿAskarī 9. Jhd. (siehe Personenartikel)
- Baṣāʾir al-Darajāt 9. Jhd. (siehe Personenartikel)
- Maʿānī al-ʾAḫbār 942 (siehe Personenartikel)
- Al-Ḫiṣāl 10. Jhd. (siehe Personenartikel)
- Uyūn ʾAkhbār ar-Riḍā 10. Jhd. (siehe Personenartikel)
- Nahj Al-Balagha 10. Jhd. (siehe Personenartikel)
- Tuḥaf al-ʿUqūl 10. Jhd.(siehe Personenartikel)
- Sharḥ Uṣūl al-Kāfī 11. Jhd.
- Al-Iḥtijāj 12. Jhd. (siehe Personenartikel)
- Wasā'il Al-Shīʿa 17. Jhd. (siehe Personenartikel)
- Biḥār al-ʾAnwār 17. Jhd. (siehe Personenartikel)
- Mustadrak al-Wasāʾil 19. Jhd. (siehe Personenartikel)
- Safīnat al-biḥār 20. Jhd. (siehe Personenartikel)
- Jāmiʿ Aḥādīth al-Shīʿa 20. Jhd. (siehe Personenartikel)

### Ibaditen
- ar-Rabīʿ ibn Ḥabīb: al-Musnad

### Mu'taziliten
- Kommentare zum Pfad der Eloquenz (Nahdsch-ul Balagha) von Ibn Abi al-Hadid (siehe Personenartikel)